# Publiusz Nigidiusz Figulus
Publiusz Nigidiusz Figulus łac. Publius Nigidius Figulus (ur. ok. 95 p.n.e. – zm. ok. 45 p.n.e.) – polityk, filozof, główny przedstawiciel pitagoreizmu w Rzymie schyłku republiki. Przyjaciel Cycerona i jego stronnik w walce ze spiskiem Katyliny. Walczył również po stronie Pompejusza w wojnie domowej, brał udział w obronie Korfinum. Nie objęła go tzw. Clementia i do końca życia pozostał wrogiem Cezara. 